# Mîrzaci, Orhei
Mîrzaci este un sat din cadrul comunei Mîrzești din raionul Orhei, Republica Moldova